# Tylkówko
Tylkówko (w użyciu także nieurzędowa nazwa Tylkówek, niem. Scheufelsmühle) – wieś w Polsce położona w województwie warmińsko-mazurskim, w powiecie szczycieńskim, w gminie Pasym.
W latach 1975–1998 miejscowość należała administracyjnie do województwa olsztyńskiego.
Na północny zachód od zabudowań wsi leży jezioro Orczek, a na południowy wschód użytek ekologiczny Obiekt Stawowy Tylkowo.